# Litewska Demokratyczna Partia Pracy
Litewska Demokratyczna Partia Pracy (lit. Lietuvos demokratinė darbo partija, LDDP) – litewska lewicowa, socjaldemokratyczna i postkomunistyczna partia polityczna, działająca w latach 1990–2001.

## Historia
Powstanie LDDP wiąże się z przekształceniami w Komunistycznej Partii Litwy (LKP), która w 1989 ogłosiła swoją niezależność od Komunistycznej Partii Związku Radzieckiego. W 1990 na bazie LKP powołano Litewską Demokratyczną Partię Pracy, opowiadającą się za niepodległością kraju przy jednoczesnym utrzymaniu bliskich stosunków z Moskwą i kwestionującą tym samym program pełnej niezależności głoszony przez ruch Sąjūdis. Na czele LDDP stanął dotychczasowy I sekretarz KC LKP Algirdas Brazauskas. Jednocześnie grupa działaczy partii komunistycznej opowiadających się za pozostaniem Litwy w ramach ZSRR (pod przywództwem Mykolasa Burokevičiusa) kontynuowała przez około rok działalność pod dotychczasową nazwą (w ramach platformy moskiewskiej).
LDDP w latach 1990–2001 należała do najsilniejszych ugrupowań na litewskiej scenie politycznej. W 1992 wygrała wybory parlamentarne (zdobywając ponad połowę mandatów w parlamencie) i obsadziła urząd przewodniczącego Sejmu (sprawującego funkcję głowy państwa). Został nim lider partii, Algirdas Brazauskas, który rok później wygrał pierwsze po odzyskaniu przez Litwę niepodległości wybory prezydenckie. W latach 1992–1996 LDDP tworzyła kolejne rządy, na czele których stali Bronislovas Lubys, Adolfas Šleževičius i Mindaugas Stankevičius.
Po porażce w wyborach do Sejmu w 1996 (9,52% i 12 mandatów) LDDP znalazła się w opozycji do rządów konserwatystów. W wyborach prezydenckich w 1997 poparła kandydaturę Artūrasa Paulauskasa, który przegrał w II turze z Valdasem Adamkusem.
W tym okresie nawiązała bliską współpracę z Litewską Partią Socjaldemokratyczną, co doprowadziło do utworzenia wspólnych list wyborczych na potrzeby wyborów w 2000 w ramach "Socjaldemokratycznej Koalicji Algirdasa Brazauskasa", w skład której weszły też Związek Rosjan Litwy i Partia Nowej Demokracji. Blok zajął w nich pierwsze miejsce z wynikiem 31,08%, uzyskując 51 mandatów w 141-osobowym Sejmie, z czego około 25 przypadło przedstawicielom LDDP. Mimo wyborczego zwycięstwa w nowo wybranym Sejmie LDDP znalazła się w opozycji wobec popieranego przez koalicję Litewskiego Związku Liberałów i Nowego Związku rządu Rolandasa Paksasa.
Po upadku rządu Rolandasa Paksasa w 2001 partia utworzyła nowy gabinet m.in. z LSDP i Nowym Związkiem, na którego czele stanął przywódca wyborczej koalicji, Algirdas Brazauskas. W tym samym roku doszło do faktycznego połączenia LDDP z socjaldemokratami i przyjęcia nazwy Litewska Partia Socjaldemokratyczna dla wspólnego ugrupowania, którego przewodniczącym został urzędujący litewski premier.

## Przewodniczący
- 1990–1993: Algirdas Brazauskas
- 1993–1993: Gediminas Kirkilas (p.o.)
- 1993–1996: Adolfas Šleževičius
- 1996–2001: Česlovas Juršėnas